# Allenbatrachus reticulatus
Allenbatrachus reticulatus is een  straalvinnige vissensoort uit de familie van kikvorsvissen (Batrachoididae). De wetenschappelijke naam van de soort is voor het eerst geldig gepubliceerd in 1870 door Steindachner.